# Costa San Savino
Costa San Savino ist eine Fraktion (italienisch frazione) von Costacciaro in der Provinz Perugia, Region Umbrien in Italien.

## Geografie
Der Ort liegt etwa 4,5 km nordwestlich des Hauptortes Costacciaro und 40 km nordöstlich der Provinz- und Regionalhauptstadt Perugia. Der Ort liegt bei 599 m s.l.m. und hatte 2001 ca. 139 Einwohner. Momentan sind es 131 Einwohner. Costa San Savino grenzt im Norden an den Hauptort Scheggia in der Gemeinde Scheggia e Pascelupo.

## Geschichte
Namensgebend für den Ort ist der hl. Sabinus von Assisi. Im Ort selbst wurde in der Mitte des 13. Jahrhunderts (wahrscheinlich 1262) der Kamaldulenser und Seliggesprochene Beato Tommaso da Costacciaro geboren. Dieser ist heute Schutzpatron des Hauptortes Costacciaro.

## Sehenswürdigkeiten

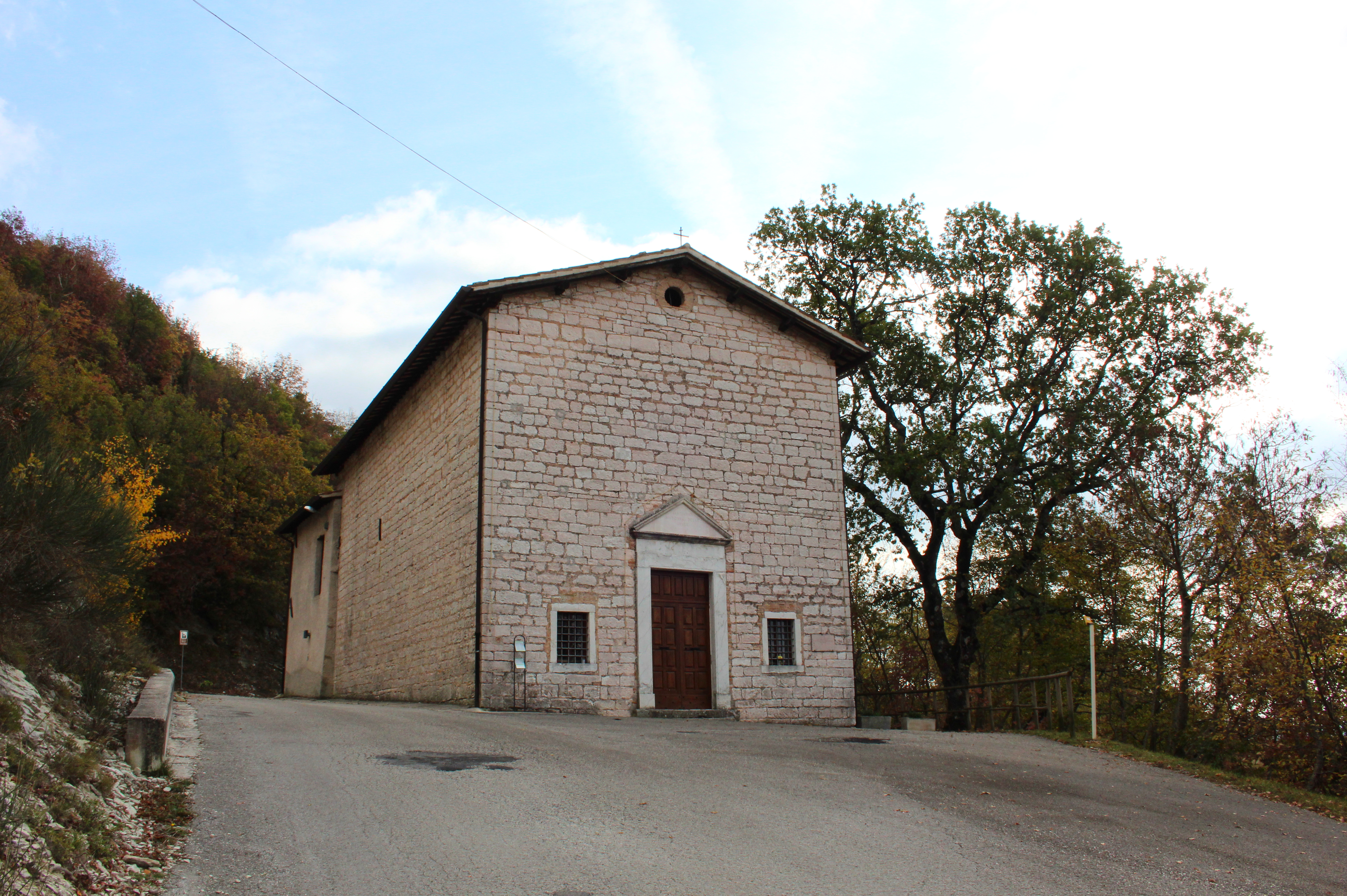
Madonna delle Grazie

- Madonna delle Grazie, Kirche und Sanktuarium[6] etwa 500 m südöstlich des Ortskerns. Entstand in der Zeit der Eugubiner Bischöfe Vincenzo Massi und Innocenzo Sannibale in der zweiten Hälfte des 19. Jahrhunderts über einer Ädikula der hl. Maria und liegt bei 612 m s.l.m.[7] Die Kirche wurde als Erste im Bistum Gubbio als Santuario mariano klassifiziert. 2006 wurde unter dem Fresko hinter dem Altar, eine Vergine Maria con Gesù zeigend, das originale Fresko wiederentdeckt und bis April 2007 restauriert. Das Bild war dreimal mit ähnlichen Motiven übermalt worden, zweimal im 19. Jahrhundert und einmal im 20. Jahrhundert.[6]

## Verkehr

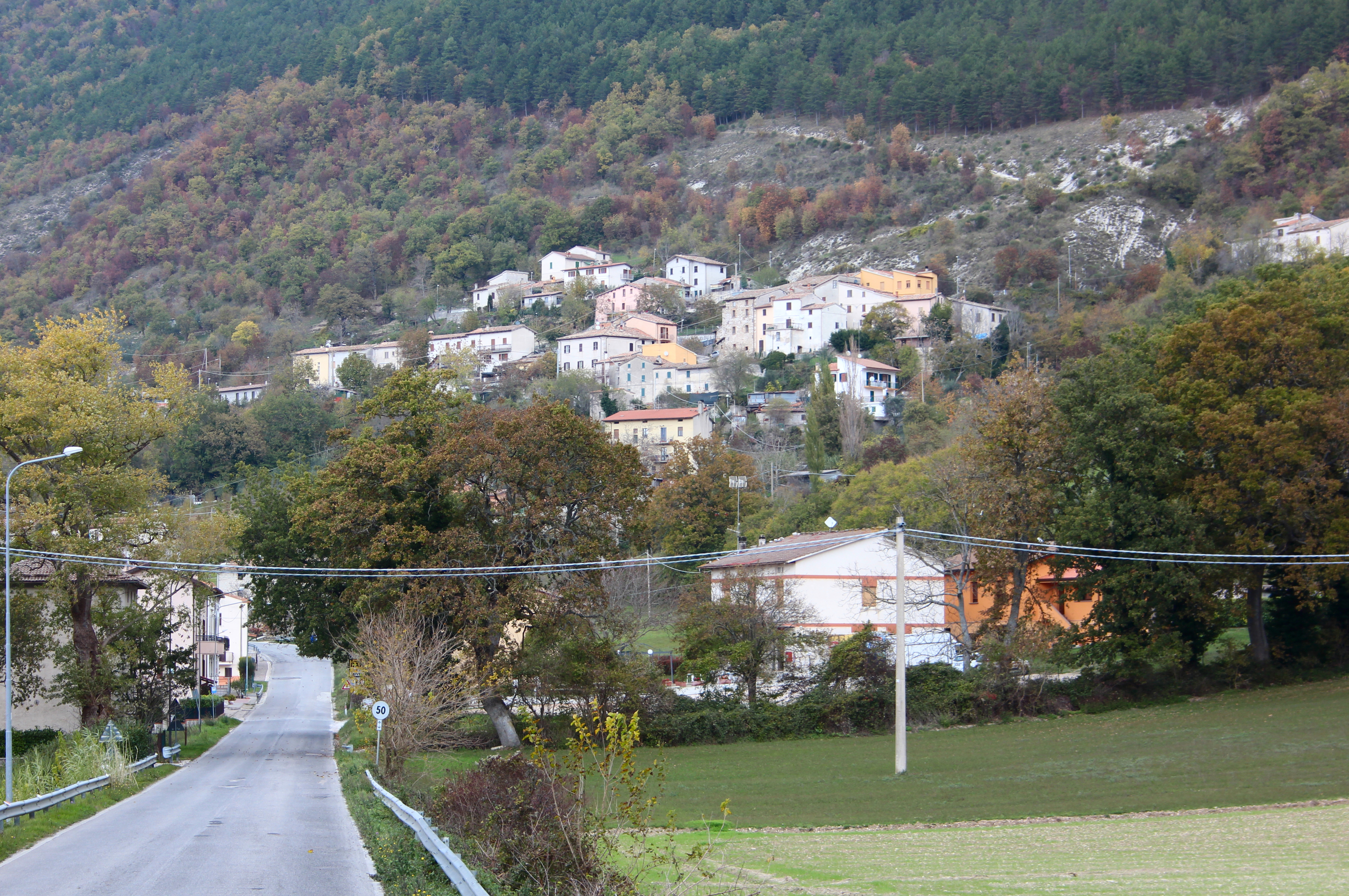
Die Strada Statale 3 Via Flaminia nahe Costa San Savino

- Der Ort liegt an der historischen Via Flaminia.
- Die heutige Strada Statale 3 Via Flaminia verläuft unterhalb des Ortes.
- Der nächstgelegene Bahnhof ist der von Fossato di Vico-Gubbio in Fossato di Vico, etwa 14 km südlich von Costa San Savino.